# 杭川镇
杭川镇，是中华人民共和国福建省南平市光泽县下辖的一个乡镇级行政单位。

## 行政区划
杭川镇下辖以下地区：
镇岭社区、坪山社区、杭东社区、杭西社区和杭中社区。